# 난부 기지로
난부 기지로(일본어: 南部 麒次郎 난부 키지로우[*], 1869년 4월 2일 ~ 1949년 5월 1일)는 일본의 육군 군인, 총기 설계자이다. 최종 계급은 육군중장이며 훈2등 공학박사.
주로 메이지 시대 말기에서 다이쇼, 쇼와 시대에 걸쳐 일본 육군이 사용한 총기들을 개발한 기술장교이다. 현재도 일본 경찰관들이 제식 채용하고 있는 뉴 난부 M60 권총의 이름은 난부 기지로의 이름이 붙은 것이다.